# 奈良県立青翔中学校・高等学校
奈良県立青翔中学校・高等学校（ならけんりつ せいしょうちゅうがっこう・こうとうがっこう、英: Nara Prefectural Seisho Junior and Senior High School）は、奈良県御所市に所在し、中高一貫教育を実施する併設型の公立中学校・高等学校。

## 概要
高等学校においては生徒募集を実施しない完全中高一貫校。
奈良県における理数教育の拠点として、県中南部に位置する奈良県立御所高等学校を、2004年（平成16年）4月に奈良県立青翔高等学校に改称の上、全国初の理数科専門（単科）高校へ改編し、開校。平成16年度からの県立高校再編計画においては、「特色ある学校づくり」を目指し、「好きな分野・得意な分野を伸ばす高校」として、県北部に位置する奈良県立奈良北高等学校と共に、理数科が設置されるという位置付けであった。
2014年4月には、併設中学校の開校に伴い、奈良県内の公立では初の併設型中高一貫教育校となる。2017年度より併設高校からの生徒募集を停止し、併設中学校の生徒募集のみとなり、公立の併設型中高一貫教育校では初の完全中高一貫校となる。
2011年4月より3期連続で、文部科学省からスーパーサイエンスハイスクール（SSH）に指定され科学技術振興機構（JST）より支援を受ける。2023年（令和5年）5月にはSSH科学技術人材育成重点枠にも指定され、追加支援を受ける。
2021年度より、奈良県立国際高等学校をカリキュラム開発拠点校とするWWL（ワールド・ワイド・ラーニング）コンソーシアム構築支援事業「最古の国際都市奈良から発信 ~持続可能な社会に向けて~」の連携校として、高校生へ高度な学びを提供する仕組み（AL（アドバンスト・ラーニング）ネットワーク）の形成・構築を目指す。

### スクール・ミッション
中高一貫6年間を通した理数教育の推進により、地域に貢献するとともに、科学技術創造立国たる日本の未来を牽引するサイエンスイノベーターを創出する。

### 教育方針

#### アドミッション・ポリシー
自然科学の分野で社会に貢献できる人材の育成を目指し、以下のような生徒を求める。
1. 科学的な現象を探究しようとする意欲をもち、物事を論理的に粘り強く考えるための土台となる数学が好きな生徒
2. 将来、科学研究活動を通して社会に役立ちたいと願い、実験・観察や理科に興味・関心をもち、自ら進んで課題の発見や解決に努めようとする生徒
3. 基本的なコミュニケーション力を身に付け、仲間と協働できる生徒[1]

#### カリキュラム・ポリシー
中高一貫6年間を通した理数教育を、以下のように推進する。
1. 全校体制での探究的な学びの充実
2. STEAM教育の視点に立った教科等横断的取組
3. SDGsを活用した地域課題を解決するための自治体・企業等との連携
4. 中高一貫理数教育の特色を生かした体系的カリキュラムの編成
5. 高次の研究を実現させるための国内外の大学等との継続的な連携
6. 異学年集団の学びによる科学的リテラシーの習得[1]

#### グラデュエーション・ポリシー
サイエンスイノベーターとして必要となる、以下の資質・能力の育成を目指す。
1. 課題発見・解決・設定に必要な創造的思考力
2. 科学的根拠に基づいた総合的判断力
3. 多様な考え方を尊重しチームで協働するコミュニケーション能力[1]

## 沿革

### 略歴
1904年（明治37年）創立の御所女子技芸学校を起源とする。1921年（大正10年）に高等女学校となる。1948年（昭和23年）4月の学制改革により、新制高等学校となった後、同年9月に総合制の高等学校となり、男女共学を開始。1952年に総合制を解消してからは長く普通科単独の高等学校であった。

### 年表

#### 御所女子技藝學校
- 1904年（明治37年）4月12日 - 南葛城郡御所町外十一ヵ村組合立御所女子技藝學校設立の件が認可される。
- 1915年（大正4年）4月21日 - 南葛城郡御所町外四ヵ村学校組合立御所女子技藝學校と改称。

#### 御所高等女學校
- 1921年4月1日 - 南葛城郡立御所高等女學校（以下、高女）に転換。
- 1923年4月1日 - 奈良県に移管され奈良縣立御所高等女學校と改称。
- 1947年（昭和22年）
  - 4月1日 - 高女の募集を停止し、「奈良県立御所高等女学校併設中学校」（新制・女子校；以下・併設中）を併設[注釈 1]

#### 御所高等学校
- 1948年
  - 4月1日 - 学制改革（「奈良県新制高等学校設置要項」（暫定案））により、高女を奈良県立御所高等学校（新制・女子校）に転換[注釈 2]。
  - 8月30日 - 学区制の施行（「奈良県公立新制高校実施要項」）により、奈良県立御所高等学校、奈良県立御所工業高等学校および奈良県立御所農業高等学校の3校を統合し、通常制普通課程・工業課程・農業課程を置く奈良県立御所高等学校（総合制）を開設。男女共学を開始。
- 1949年3月31日 - 併設中を閉校、廃止。
- 1952年4月1日 - 工業課程と農業課程を分離し、奈良県立御所実業高等学校として独立させる[注釈 3]。
- 1958年4月17日 - 出火のため、校舎を焼失。
- 1959年3月31日 - 新校舎が竣工。
- 1978年5月12日 - 鉄筋コンクリート造3階建ての校舎が竣工。
- 2001年（平成13年）
  - 7月26日 - 翌2002年度の普通科の募集停止と2004年度の理数科の設置による、理数科高校への改編が決定。
  - 10月9日 - 体育館並びに校舎新築（第1期工事）着工
- 2002年
  - 4月1日 - 普通科の募集を停止。
  - 6月 - 理数科高校の校名を公募開始。応募総数400件。
  - 10月 - 理数科高校校名検討委員により新校名に「奈良県立青翔高等学校」を選定。
  - 12月13日 - 体育館並びに生徒教室棟新築（第1期工事）竣工。
  - 12月18日 - 奈良県議会において新校名を承認。
- 2003年
  - 3月 - 新校歌の歌詞を決定。
  - 8月29日 - 理数科高校が「まほろば創生・なら教育特区」の推進校に認定。必修の「総合的な学習の時間」「世界史」に代えて、それぞれ「探究科学」「地理B」の履修が可能となる。
  - 10月22日 - 新校歌の作曲が完成。
  - 12月 - 創立100周年記念事業として新校旗が完成。
- 2004年
  - 2月 - 理数科高校の教育の推進と、教育特区の取組の充実を目的として、奈良教育大学、奈良女子大学、奈良先端科学技術大学院大学と連携協力の覚書を締結。
  - 3月2日 - 第2期工事のうち校舎新築・改築工事が完了。
  - 3月1日 - 第52回卒業式を挙行し、119人が卒業。
  - 3月31日 - 普通科を閉科、廃止。

#### 青翔高等学校
- 2004年
  - 4月1日 - 奈良県立青翔高等学校（以下、高校）と改称され、募集人員160人（4クラス）の理数科が単独設置される理数科高校として開校。
  - 4月12日 - 開校式・第1回入学式を挙行、160人が入学。
  - 6月30日 - 第2期工事竣工（校舎周辺並びにグランド整備工事完了）。
  - 10月17日 - 創立100周年記念式典を挙行。記念碑とモニュメントの除幕式、及びノーベル物理学賞受賞者江崎玲於奈による「まほろば科学講演会」を開催。
- 2011年4月8日 - 文部科学省により、スーパーサイエンスハイスクール（SSH）に指定（2011年度から2015年度まで）。4クラスのうち3クラスを理数コース、1クラスをスーパーサイエンスコースに改編。
- 2013年1月 - プリンセス・チュラポーン科学高等学校ナコーンシータンマラート校と姉妹校を締結。

#### 青翔中学校・高等学校
- 2014年
  - 4月10日 - 奈良県立青翔中学校（以下、中学）を併設、開校し、奈良県内初の公立中高一貫校となる。開校宣言及び第1回入学式挙行し、40人（1学級）が入学。高校の募集定員を40人（理数コース1学級）を削減し、120人に変更。
  - 10月15日 - 創立110周年・奈良県立青翔高等学校創立10年記念式典を挙行。
- 2016年
  - 4月 - 文部科学省により、SSH基礎枠・実践型（2期目）に指定される（2016年度から2020年度まで）。この年度より、全コースの生徒がSSH活動の対象となる。
  - 7月 - 高校の募集停止と中学の募集定員40人増員を発表。
- 2017年3月 - 高校の生徒募集を停止し、中学の定員を80人（2クラス）に変更[注釈 4]。
- 2021年（令和3年）4月 - 文部科学省により、SSH基礎枠・実践型（3期目）に指定（2021年度から2025年度まで）。
- 2023年5月 - 文部科学省により、SSH科学技術人材育成重点枠に指定（2023年度から2025年度まで）。

## 基礎データ

### 所在地
- 奈良県御所市御所525番地

### 通学区域
- 奈良県内全域

### アクセス
- 奈良交通バス
  - 「御所済生会病院」停留所より南へ約300m（徒歩約4分）
  - 「御所橋」停留所より北へ約350m（徒歩約5分）
  - 「瑞駈橋」停留所より南東へ約650m（徒歩約9分）
- 近鉄御所線「近鉄御所駅」より南へ約700m（徒歩約10分）
- JR和歌山線「御所駅」より南へ約850m（徒歩約12分）

### 象徴

#### 校名
「青」は生徒及び学校の「生き生きとした活力」を、「翔」は生徒及び学校の「未来への羽ばたき」を表現。

#### 校訓

##### 青翔高等学校
- - 知性
  - 友情
  - 誠実
  - 奉仕
  - 剛健

##### 青翔中学校
- - 知性
  - 友情
  - 誠実

#### 校章
御所高校時代の校章を継承し、御所を象徴する桜の花弁3枚と、学問・勉学の意味を表すペン先3本を組み合わせたものを背景にしている。併設中学校開校に伴い一部変更された。

#### 校歌
2003年（平成15年）に制定。作詞は森本重和、作曲は牧野卓央による。歌詞は3番まであり、各番に校名の「青翔」が登場する。中学校開校に伴い各番最後の歌詞「我が青翔高校」が「我等青翔若人」に変更された。　

#### 制服
冬服は男女ともに紺色のブレザー。男子はズボン・ネクタイ、女子はスカート・リボン。カッターシャツの色と柄は半袖・長袖とも水色。白色のニットもある。2019年11月より、女子はスカート・スラックス、リボン・ネクタイの着用を選択できるようになった。

#### シンボルマーク
2019年度、校内公募によりマスコットキャラクターが制定され、「翔ちゃん」と命名。

## 設置する課程、学科及び定員

### 青翔高等学校
- 全日制
  - 理数科 - 240名（進学人員80名：併設中学校からの内部進学のみ）

科学への興味・関心を高め、人間がよりよく生きられる社会の実現に貢献できる科学技術系人材を育成することを目的とする。

### 青翔中学校
- 240名（募集人員80名：入学者選抜）

### 過去に募集されていた学科
- - 理数科
    - 環境コース（募集人員80名：特別選抜；2011年度より生徒募集停止）
    - 理数コース（募集人員40名：特別選抜；2014年度より生徒募集停止）
    - 理数コース（募集人員80名：特別選抜；2017年度より生徒募集停止）
    - スーパーサイエンスコース（募集人員40名：特別選抜；2017年度より生徒募集停止）

## 学期
3学期制を採用している。

## 教育課程
奈良県立青翔中学校・高等学校においては、中学校主要教科の学習内容全てを中学校の第3学年の第2学期までに、高等学校主要教科の学習内容全てを高等学校の第3学年の第1学期までに終える教育課程を編成する。

### 授業時数
全学年45分授業。月・火・木・金が7限で水が6限、月に２回土に4限。

## 特別活動

### 生徒会活動

#### 生徒会役員
会長1名、副会長2名、書記3名、会計2名、広報6名、デザイン1名、会計監査2名の計17名で構成されている。

#### 各委員会
美化委員会が設置されている。
- 美化委員会

## 学校行事
SS=スーパーサイエンス、SF=スーパーフィールドワーク
1学期
- 4月 - 入学式、対面式、1年オリエンテーション、課題考査、身体測定、個人面談
- 5月 - 校外学習・奈良TIME校外活動、SS自然観察会、授業参観・育友会総会、中間考査、生徒総会、球技大会
- 6月 - 2年分野別進路ガイダンス、科学講演会、薬物乱用防止教室、まほら会評議委員会
- 7月 - 期末考査、サイエンスGO（講演会）、三者面談、ステップアップサマー講座
- 8月 - SF臨海実習、SF林間実習、SF地質実習

2学期
- 9月 - 課題考査、青翔祭（文化祭）、体育大会、3年三者面談、2年コース・科目選択説明会
- 10月 - 中間考査、創立記念日（15日）、2年修学旅行
- 11月 - 人権講演会、交通安全教室、SS自然観察会、避難訓練、2年進路講演会、保護者対象進学ガイダンス
- 12月 - 期末考査、三者面談、3年センター講習、1・2年ウィンターセミナー、サイエンスGO（講演会）

3学期
- 1月 - 課題考査、1年進路講演会
- 2月 - 1年水平社博物館見学、SS探究科学研究発表会、進路講演会、学年末考査
- 3月 - 卒業式

## 部活動

### 運動部
- 弓道部
- 日本拳法部
- ホッケー部
- テニス部
- 野球部
- 陸上競技部
- バドミントン部

### 文化部
- 吹奏楽部
- 華道部
- 茶道部
- 囲碁将棋部
- 科学部
  - 情報班
- 美術部
- 競技かるた部

### 同好会
- 書道同好会

### 生徒会直属部
- 翔人研（人権教育研究会）
- 探究科学研究会

## 中高関係者と組織

### 中高関係者組織
- 奈良県立青翔中学校・高等学校学校運営協議会 - 保護者、地域住民、校長、関係行政機関の職員の中から委嘱された委員による機関。学校運営及び当該運営への必要な支援に関して協議する。
- SSH運営指導委員会 - 学校教育に専門的知識を有する者、学識経験者、関係行政機関の職員等によって組織され、SSHの運営に関し、専門的見地から指導、助言、評価にあたる委員会組織。
- まほら会 - 青翔高等学校の卒業生による同窓会組織。
- 奈良県立青翔中学校・高等学校育友会 - 生徒保護者による保護者会組織で、会員は入会金及び年会費を納入する。
- 奈良県高等学校PTA協議会 - 奈良県立教育研究所内に事務局を置くPTA協議会。奈良県立青翔中学校・高等学校育友会の会員をもって会員とし、会員は単位PTA分担金として会費を納入する。

### 中高関係者一覧

#### 著名な出身者
- 前川正 - 元御所市市長。
- 尾野真千子（御所高等学校2000年卒） - 女優。

#### 著名な教職員
- 府金尚輝 - 体育科教諭。ホッケー指導者。

## 対外関係

### 大学との協定
- 京都大学と奈良県との教育分野の連携に関する協定および覚書（2014年締結）における奈良県の連携校[3]
- 県内の国公立大学と連携した教育を実施。京都大学、奈良女子大学、奈良教育大学、奈良先端科学技術大学院大学、大阪教育大学、大阪府立大学、大阪市立大学、関西大学など。

### 海外姉妹校
- プリンセス・チュラポーン科学高等学校ナコーンシータンマラート校（英語版）（タイ王国国立科学高校）

### スーパーサイエンス探究活動ネットワーク協力校
- 宮城県多賀城高等学校
- 東京都立富士高等学校
- 芝浦工業大学柏中学高等学校
- 千葉県立幕張総合高等学校
- 静岡市立高等学校
- 香川県立観音寺第一高等学校
- 福岡県立鞍手高等学校
- 大分県立安心院高等学校[4]

### 探究的な学びの全国普及についての研究開発 協力校
- 立命館高等学校
- 兵庫県立小野高等学校
- 奈良県立奈良高等学校
- 奈良県立畝傍高等学校
- 奈良県立郡山高等学校
- 奈良県立奈良北高等学校
- 奈良県立高田高等学校
- 奈良県立十津川高等学校
- 奈良教育大学附属中学校[4]